# (410835) Neszmerak
(410835) Neszmerak est un astéroïde de la ceinture principale.

## Description
(410835) Neszmerak est un astéroïde de la ceinture principale. Il fut découvert le 20 août 2009 à Gaisberg par Richard Gierlinger. Il présente une orbite caractérisée par un demi-grand axe de 2,75 UA, une excentricité de 0,10 et une inclinaison de 3,6° par rapport à l'écliptique.

## Compléments